# Coral Content Distribution Network
Coral Content Distribution Network (також Coral CDN, Coral Cache, Coral) — мережа для розповсюдження контента, являє собою сукупність вільних peer-to-peer мереж розподілу. Існувала з 2004 до 2015 р. Coral CDN використовує пропускну здатність добровольців для віддзеркалення вебсайтів, щоб уникнути Слешдот-ефекту або знизити навантаження на вебсайт в цілому. Мережа була спроєктована та керувалась Майклом Фрідменом (англ. Michael Freedman).